# Condado de Adams (Dakota do Norte)
O Condado de Adams é um dos 53 condados do estado norte-americano da Dakota do Norte. A sede do condado é Hettinger, e sua maior cidade é Hettinger. O condado possui uma área de 2 561 km² (dos quais 2 km² estão cobertos por água), uma população de 2 593 habitantes, e uma densidade populacional de 1 hab/km² (segundo o censo nacional de 2000).